# Систем такмичења у италијанском фудбалу
Италијански фудбалски лигашки систем, такође познат као „италијанска фудбалска пирамида“, односи се на хијерархијски повезан лигашки систем за фудбалски савез у Италији, који се састоји од 594 дивизије које имају 3332 тима (искључујући Seconda и Terza категорије), у коме су све дивизије спојене заједно принципом напредовања и испадања, са једним тимом из Сан Марина који се такође такмичи. Систем има хијерархијски формат са напредовањем и испадањем између лига на различитим нивоима, чиме се омогућава, у теорији, да и најмањи клуб дође на крају до самог врха овог система.
Одређени број најуспјешнијих клубова у свакој лиги може напредовати то боље лиге (вишег ранга), док они који заврше на дну своје лиге могу бити избачени.
Додатно спортским преформансама, напредовање је обично зависно на испуњавању критеријума који су постављени од снажнијих лига, посебно у погледу одговарајућих постројења и финансија.
У теорији је могуће за локални аматерски клуб (клуб ниског ранга) да се уздигне на врхунац Италијанске лиге и побједи у Серији А (сл. 1). Док је ово веома невјероватно у пракси (барем за кратак период), ипак се дешавају значајни помаци у склопу пирамиде.
Прва два нивоа садрже по једну дивизију. Испод овога, нивои имају постепено више упоредних дивизија, од којих свака покрива упоредно мања географска подручја.

## Кратка историја фудбала у Италији
Прве лиге су основане од стране енглеских имиграната у 1890—им годинама у Италији.
Први клуб је био „Ђенова крикет и атлектски клуб“ (сада „Ђенова крикет и фудбалски клуб). У почетку су биле одвојене лиге за Италијане и странце, а спојили су се око 1897. године. У марту 1898. године, Фудбалски савез Италије (сл. 2) („Federazione Italiana del Football“, касније названа „Federazione Italiana Giuoco Calcio, FIGC“) је био смјештен у Торину. Са 4 клуба која су се придружила - Ђенова, Торино, Интер и Краљевско друштво гиманстике у Торину. Други клубови су постојали, али нису се придружили. Прво првенство се одиграло у једном дану, 8. маја 1898. године у Торину. Побједник је била Ђенова. Фудбалски савез Италије се придружио савезу „FIFA“ 1905. године и првенство се премјестило у лигашку структуру, засновано на регијама, у истој години.
Послије прекида у Првом свјетском рату, популарност фудбала је расла и мањи клубови су се придруживали. У љето 1921. године, друга асоцијација је створена на кратко у конкуренцији са Фудбалским савезом Италије; „Confederazione Calcistica Italiana (CCI)“, која је настала из уговора између главних и мањих клубова на основу структуре националних лига. Отуда у 1922. години Италија је имају два шампиона, ФК Про Верчели и Аматерски спортски савез Новесе. Двије групе су се на крају спојиле на крају сезоне. Корак ка јединственој националној лигашкој структури је настао 1929. године са првобитних 18 тимова у највишој лиги. Први побједник 1930. године био је Интер. Национални тим је такође побједио у Свјетском првенству 1934. године и 1938. године.
Послије Другог свјетског рата лига се вратила на регионалну структуру са сјеверно-јужном подјелом и доигравањем са једну годину прије враћања у националну лигу. Торино је био први лигашки шампион послије рата и побједио је 4 пута за редом. Ипак, Јувентус, Милан и Интер су били ти који су доминирали у лиги послије Другог свјетског рата, јер су побједили у 49 од 66 сезона. Тренутни лигашки систем датира из 1978. године, када је полу-професионални сектор распуштен. У тој години, садашња Про Лига (онда позната као „Национална семи-професионална лига“) која је владала у Серији Ц и Д, претворила се у праву професионалну лигу која је организовала Серију Ц1 и Ц2. Италија је тако постала једина држава која има двије посебне професионалне фудбалске лиге, 14 година прије Енглеске.

## Структура
Први ранг у италијанском фудбалу је Серија А, која је регулисана од стране „Lega Nazionale Professionisti Serie A“ и у којој се такмичи до 20 клубова. Следећа је Серија Б, која се састоји од 22 клуба, а организована је од стране „Lega Nazionale Professionisti Serie B“. Обе лиге покривају читаву Италију. У трећем и четвртом рангу, постоје упоредне дивизије („Prima“ дивизија и „Seconda“ дивизија) и обе су вођене од стране „Lega Italiana Calcio Professionistico“, имају по двије дивизије, које су обично подјељене на основу локације. Дивизије „Prima“ дивизија имају 16-17 клубова, а „Сецонда“ дизвизије имају по 18 клубова.
На петом рангу је Серија Д, лига која се састоји од 9 упоредних дивизија (у којима су клубови подјељени по географској локацији), а вођена је од стране „Dipartimento Interregionale of the Lega Nazionale Dilettanti“. Испод овога се налази 5 нивоа, од којих су 4 (Ecellenza, Promozione, Prima Categoria и Seconda Categori) организоване од стране регионалних комитета од „Lega Nazionale Dilettanti“, а последња од њих, „Terza Categoria“, од стране покрајинских одбора. Сви клубови А, Б и Про лога су професионални. Од 2011-2012, четврти ранг је смањен са 3 дивизије на 2 због националне економске кризе.

### Серија А
Серија А - Калчо (итал. Lega Calcio Serie A TIM) је назив за италијанску прву фудбалску лигу. Важи за једну од најквалитетнијих у свету. Историјски, највећи број финалиста Купа шампиона/Лиге шампиона су били клубови који играју у Серији А. Италијански клубови су учествовали у укупно 25 финала, од чега су победили једанаест пута. Ова лига је по УЕФА ранг-листи трећа европска лига по снази, гледајући успехе италијанских клубова у Лиги шампиона и Купу УЕФА. У Серији А играју неки од најпопуларнијих светских клубова: Јувентус, Рома, Милан, Интер, Наполи, Лацио и Фиорентина. Јувентус, Милан и Интер су међу оснивачима групе Г-14, савеза четрнаест елитних европских фудбалских клубова. Серија А је једина лига којој припадају три оснивача ове групе. Милан је Други светски клуб по титулама на интернационалној сцени. Јувентус, најтрофејнији италијански тим, у Европи је трећи, а у свету шести по броју интернационалних титула. Овај клуб је једини светски фудбалски клуб који је успео да освоји сва клупска такмичења. Такође, Серија А је лига у којој је играо највећи број фудбалера који су носили титулу европског фудбалера године.

#### Систем такмичења (формат) у Серији А
Кроз историју, лига је мењала много формата, а најчешће се играо лигашки систем са 16 или 18 клубова. Ипак, од сезоне 2004/05 у Серији А играју 20 клубова.
За време сезоне, која траје од августа до маја, сваки клуб игра са преосталих 19 клубова по двапут, на домаћем терену и у гостима, што значи да лига укупно има 38 кола. Први, јесењи део сезоне се зове andato и чини га 19 утакмица. У другом, пролећном делу сезоне, који се назива retorno, сваки клуб игра утакмице потпуно истим редоследом као у првој половини, али са противницима којима је гостовао у првом, у другом делу сезоне игра код куће, и обрнуто. Од 1994. године, тимовима се додељује 3 бода за победу и бод за реми, док се пораз не бодује.
Италија је тренутно међу три најуспешније европске земље на клупском нивоу, па се прва четири клуба у Серији А на крају сваке сезоне пласирају у Лигу шампиона. Шампион и вицешампион иду директно у групну фазу такмичења, док трећи и четврти играју треће коло квалификација. У Куп УЕФА се пласирају пети и шести тим у лиги, као и победник купа Италије, а у случају да је освајач купа већ обезбедио место у неком од европских такмичења пласманом у лиги, у Куп УЕФА иде поражени финалиста. Уколико је и други финалиста већ обезбедио пласман у Куп УЕФА или Лигу шампиона, седмопласирани тим у лиги ће добити прилику да игра у Купу УЕФА. Три најлошије пласирана тима у лиги следећу сезону играју у Серији Б.
До сезоне 2005/06, случајеви када два клуба на граници за неко европско такмичење или опстанак у лиги имају исти број бодова, решавани су додатним двомечом. Од тада, у оваквим случајевима, пресудни фактор за пласман је однос у међусобним сусретима, а уколико су тимови и у томе изједначени, пореди се гол-разлика.

### Серија Б и систем такмичења
Серија Б (итал. Serie B) је други ниво фудбалских лигашких такмичења у Италији. Виши ниво такмичења је Серија А, а нижи Прва дивизија професионалне лиге (до 2008. Серија Ц1). Што се тиче система такмичења, учествује 22 клуба и игра се по двокружним систему, на домаћем и гостујућем терену. Прве две екипе се директно пласирају у Серију А, док следеће 4 екипе (од 3. до 6. места на табели) разигравају за још једно место које води у Серију А. Четири последњепласиране екипе играју идуће сезоне у нижем рангу.

## Тренутно стање развоја фудбалског менаџмента у Италији
Менаџмент фудбалских клубова у Италији је традиционално био фокусиран на техничке аспекте. Фудбал је главна активност, и сви напори, почевши од трговине уговора играча, су посвећени ка унапређењу тимова у циљу постизања бољих резултата. Ова ситуација је, у ствари, и даље присутна у многим клубовима, јер организација тимова директно утиче на постигнуте резултате и јер размјене играча и даље представљају главни извор прихода за многе тимове мање и средње величине. Босманово правило из 1995. године даје играчима слободу кретања без наплате за трансфер на крају њиховог уговора, и оно је значајно смањило атрактивност ове делатности, чинећи праксу прекривања губитака са продајама играча тежом да се исплати на дуже стазе.
Ипак, менаџментска фокусираност на техничке ствари које се односи на перформансе тима довела је до успјешних спортских резултата. Италијански национални фудбалски тим је освојио Свјетско првенство 4 пута (1934, 1938, 1982 и 2006), одмах за Бразилом који је освојио 5 пута Свјетско првенство. Италијански клубови су освојили 27 главних европских трофеја, чинећи их једним од најуспјешнијих фудбалских нација Европе.
Упркос позитивним резултатима постигнутим на терену, економска и финансијска ситуација не изгледа тако позитивно у свакој области осим доходка од преноса утакмица. Када се упореди са енглеском лигом, очигледно је да кретање у италијанском фудбалу постаје мање конкурентно.

## Права за емитовање
Фудбал и медије имају однос заједничке зависности у Италији. Фудбал представља један од главних садржаја за медије. Према анкети коју је спровео Макно-Делоете у Италији 2002. године, фудбалска публика је обухватала око 23 милиона пратилаца, док је формула 1 имала 16 милиона, а бициклизам око 6 милиона.
У исто вријеме, фудбалска кретања у Италији су била финансирана и веома зависна од преосима утакмица, као што је објашњено раније. Добит од продаја права за емитовање представља најважнији извор средстава за клубове.
Фудбалски клубови су, онда, у исто вријеме клијенти медија код организовања комуникацијских иницијатива (као на примјер за кампању њихових сезонских карата), даваоци веома прихваћеног садржаја, као и такмичари, јер се они такмиче са медијама за комуникацијски буџет компанија. Медиасет и Милан и Каиро Комуникација и Торино су два примјера овог блиског односа између фудбала и медијских спонзора.
Развој нових технологија преноса утакмица је дозволио новим операторима да уђу у маркет и одреде нове типове такмичења, као што је „интерком такмичење“, гдје су телеком оператери заинтересовани са фудбалски садржај за представљање на својим платформама.

## Експлоатација спротских мечева
Италијанска фудбалска лига је свједочила постепеном опадању у присуству од своје водеће позиције у Европе средином 1990-их. Серија А, италијанска највиша лига, имала је пораст од просјечно 29.500 гледалаца по утакмици у 1996—1997. године, али је пала на четврто у 2006-2007. години, и има око 19.200 гледалаца просјечно.
Даље, претежно публицитетом посједована италијанска постројења патила су од губитка инвестиција у задњих 20 година. Док су енглески клубови инвестирали око 1,5 милијарди у њихова постројења од 1990. године, већина стадиона клубова Серије А и Б су остали непромјењени у овом периоду. Када је Италија била домаћин Свјетског првенства, изазвана су нека реновирања објеката, али концепт стадиона није се пуно развио од тог периода. Док велики италијански стадион може повећати капацитет до 75.000, ово такође значи веће одржавање и цијене одржавања догађаја.